# Lerista xanthura
Lerista xanthura — вид сцинкоподібних ящірок родини сцинкових (Scincidae). Ендемік Австралії.

## Поширення і екологія
Lerista xanthura мешкають в пустелях, Західної Австралії, Північної Території, Південної Австралії і Нового Південного Уельсу, зокрема в пустелі Гібсона та у Малій Піщаній пустелі. Вони живуть в пустелях, сухих рідколіссях, порослих травою дюнах та на піщаних рівнинах, порослих спінніфексом. Ведуть нічний, риючий спосіб життя. Живляться мурахами, термітами та іншими комахами.